# Mistrzostwa Europy w Lekkoatletyce 2016 – bieg na 110 m przez płotki mężczyzn
Bieg na 110 metrów przez płotki mężczyzn – jedna z konkurencji biegowych rozgrywanych podczas lekkoatletycznych mistrzostw Europy na Olympisch Stadion w Amsterdamie.

## Terminarz
| Data    | Godzina |            |
| ------- | ------- | ---------- |
| 8 lipca | 12:55   | Eliminacje |
| 9 lipca | 19:15   | Półfinały  |
| 9 lipca | 21:30   | Finał      |

## Rekordy
Tabela prezentuje rekord świata, rekord Europy, rekord mistrzostw Europy.
|                          | Zawodnik      | Wynik | Miejsce   | Data                  |
| ------------------------ | ------------- | ----- | --------- | --------------------- |
| Rekord świata            | Aries Merritt | 12,80 | Bruksela  | 7 września 2012(dts)  |
| Rekord Europy            | Colin Jackson | 12,91 | Stuttgart | 20 sierpnia 1993(dts) |
| Rekord mistrzostw Europy | Colin Jackson | 13,02 | Budapeszt | 22 sierpnia 1998(dts) |

## Rezultaty

### Eliminacje
Opracowano na podstawie materiału źródłowego.
| Poz. | Bieg | Tor | Zawodnik           | Reprezentacja   | Czas  | Uwagi |
| ---- | ---- | --- | ------------------ | --------------- | ----- | ----- |
| 1    | 1    | 3   | Milan Trajković    | Cypr            | 13.39 | Q,    |
| 2    | 1    | 6   | Yidiel Contreras   | Hiszpania       | 13.46 | Q, =  |
| 3    | 3    | 5   | David King         | Wielka Brytania | 13.55 | Q     |
| 4    | 2    | 8   | Emanuele Abate     | Włochy          | 13.63 | Q, SB |
| 5    | 1    | 8   | Andreas Martinsen  | Dania           | 13.65 | Q,    |
| 6    | 3    | 3   | Lorenzo Perini     | Włochy          | 13.68 | Q     |
| 7    | 1    | 2   | Hassane Fofana     | Włochy          | 13.71 | q     |
| 8    | 1    | 7   | Elmo Lakka         | Finlandia       | 13.72 | q,    |
| 9    | 1    | 5   | Sergiej Kopanajko  | Ukraina         | 13.74 | q,    |
| 10   | 2    | 4   | Matthias Bühler    | Niemcy          | 13.75 | Q     |
| 11   | 2    | 5   | Javier Colomo      | Hiszpania       | 13.76 | Q     |
| 11   | 2    | 7   | Vladimir Vukicevic | Norwegia        | 13.76 | q     |
| 11   | 3    | 6   | Valdó Szűcs        | Węgry           | 13.76 | Q     |
| 14   | 1    | 4   | Ben Reynolds       | Irlandia        | 13.87 |       |
| 14   | 2    | 3   | Dominik Bochenek   | Polska          | 13.87 |       |
| 16   | 3    | 4   | Gregory Sedoc      | Holandia        | 13.92 |       |
| 17   | 3    | 7   | Brahian Pena       | Szwajcaria      | 13.98 |       |
| 18   | 2    | 2   | Tobias Furer       | Szwajcaria      | 14.08 |       |
| 19   | 3    | 2   | Gerard Porras      | Hiszpania       | 14.11 |       |
| 20   | 2    | 6   | Artem Szamatryn    | Ukraina         | 14.47 |       |

### Półfinały
Opracowano na podstawie materiału źródłowego.
* Zawodnik zwolniony z biegów eliminacyjnych.
| Poz. | Bieg | Tor | Zawodnik                | Reprezentacja   | Czas  | Uwagi |
| ---- | ---- | --- | ----------------------- | --------------- | ----- | ----- |
| 1    | 3    | 6   | Dimitri Bascou*         | Francja         | 13.20 | Q,    |
| 2    | 2    | 7   | Wilhem Belocian*        | Francja         | 13.28 | Q, =  |
| 3    | 2    | 6   | Balázs Baji*            | Węgry           | 13.29 | Q, =  |
| 4    | 1    | 7   | Andy Pozzi*             | Wielka Brytania | 13.31 | Q, =  |
| 5    | 2    | 5   | Damian Czykier*         | Polska          | 13.32 | q,    |
| 6    | 1    | 4   | Aurel Manga*            | Francja         | 13.36 | Q     |
| 7    | 1    | 5   | Milan Trajković         | Cypr            | 13.40 | q     |
| 8    | 1    | 6   | Milan Ristić*           | Serbia          | 13.45 |       |
| 9    | 3    | 8   | Yidiel Contreras        | Hiszpania       | 13.47 | Q     |
| 10   | 3    | 5   | Lawrence Clarke*        | Wielka Brytania | 13.47 |       |
| 11   | 3    | 4   | Konstandinos Duwalidis* | Grecja          | 13.50 |       |
| 12   | 3    | 9   | Hassane Fofana          | Włochy          | 13.52 | PB    |
| 13   | 2    | 3   | Emanuele Abate          | Włochy          | 13.54 | SB    |
| 14   | 2    | 9   | Vladimir Vukicevic      | Norwegia        | 13.54 | NR    |
| 15   | 2    | 8   | David King              | Wielka Brytania | 13.54 | =     |
| 16   | 2    | 4   | Alexander John*         | Niemcy          | 13.60 |       |
| 17   | 1    | 9   | Matthias Bühler         | Niemcy          | 13.65 |       |
| 18   | 3    | 7   | Gregor Traber*          | Niemcy          | 13.66 |       |
| 19   | 1    | 3   | Valdó Szűcs             | Węgry           | 13.76 |       |
| 20   | 1    | 2   | Lorenzo Perini          | Włochy          | 13.79 |       |
| 21   | 2    | 2   | Elmo Lakka              | Finlandia       | 13.87 |       |
| 22   | 1    | 8   | Javier Colomo           | Hiszpania       | 13.88 |       |
| 23   | 3    | 2   | Andreas Martinsen       | Dania           | 13.89 |       |
| 24   | 3    | 3   | Sergiej Kopanajko       | Ukraina         | 13.97 |       |

### Finał
Opracowano na podstawie materiału źródłowego.
| Miejsce | Tor | Zawodnik         | Reprezentacja   | Czas  | Uwagi |
| ------- | --- | ---------------- | --------------- | ----- | ----- |
| 1 !     | 7   | Dimitri Bascou   | Francja         | 13.25 |       |
| 2 !     | 5   | Balázs Baji      | Węgry           | 13.28 | NR    |
| 3 !     | 4   | Wilhem Belocian  | Francja         | 13.33 |       |
| 4       | 2   | Damian Czykier   | Polska          | 13.40 |       |
| 5       | 3   | Milan Trajković  | Cypr            | 13.44 |       |
| 6       | 8   | Aurel Manga      | Francja         | 13.47 |       |
| 7       | 9   | Yidiel Contreras | Hiszpania       | 13.54 |       |
|         | 6   | Andy Pozzi       | Wielka Brytania | DNS   |       |